# Hōʻaeʻae (métro d'Honolulu)
Hōʻaeʻae est une station de métro à Waipahu, dans le comté d'Honolulu, à Hawaï, aux États-Unis. Située sur la seule ligne du métro d'Honolulu entre Honouliuli et Pouhala, elle a ouvert le 30 juin 2023.